# لجنة الأمم المتحدة المتصلة بحقوق الإنسان

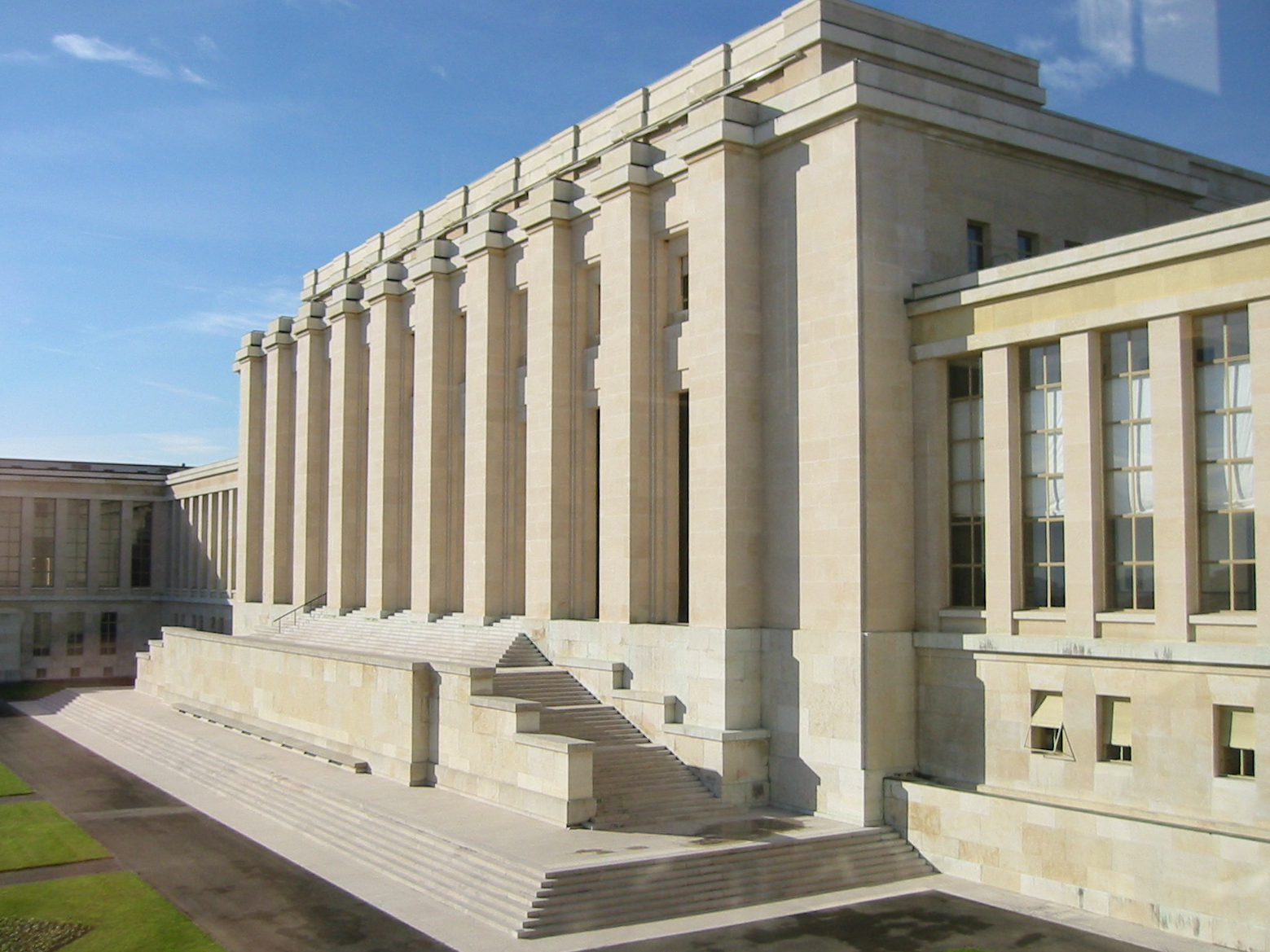

كانت «لجنة الأمم المتحدة لحقوق الإنسان» (UNCHR) لجنة فنية تعمل ضمن منظومة الأمم المتحدة منذ 1946 إلى أن تم استبدالها بمجلس حقوق الإنسان عام 2006. كانت عبارة عن هيئة فرعية للمجلس الاقتصادي والاجتماعي للأمم المتحدة (ECOSOC)، وكانت المفوضية السامية للأمم المتحدة لحقوق الإنسان تساعدها في عملها. لقد كانت بمثابة منتدى لآليات الأمم المتحدة الرئيسية المعنية بترقية وحماية حقوق الإنسان.
في 15 آذار (مارس) عام 2006، صوتت الجمعية العامة للأمم المتحدة بأغلبية ساحقة حتى يتم استبدال المفوضية بمجلس حقوق الإنسان.

## الهيكلية
كانت اللجنة تتكون من ممثلين يتم تحديدهم من 53 دولة عضوة، ينتخبهم أعضاء المجلس الاقتصادي والاجتماعي التابع للأمم المتحدة. ولم يكن فيها أي أعضاء دائمين. يتم انتخاب ثلث مقاعد أعضاء اللجنة سنوياً (في شهر أيار (مايو))،
تخصص مقاعد أعضاء اللجنة حسب المنطقة، باتباع آلية المجموعات الإقليمية. في آخر عام من خدمتها عام 2005، كان التمثيل الإقليمي على النحو التالي:
- 15 عضو عن المجموعة الإفريقية:
  - بوركينا فاسو، جمهورية الكونغو، مصر، إريتريا، إثيوبيا، الغابون، غينيا، كينيا، موريتانيا، نيجيريا، جنوب أفريقيا، السودان، سوازيلاند، توغو، زيمبابوي
- 12 عضو عن المجموعة الآسيوية:
  - بوتان، الصين، الهند، إندونيسيا، اليابان، ماليزيا، نيبال، باكستان، قطر، كوريا الجنوبية، السعودية، سريلانكا
- 5 أعضاء عن مجموعة أوروبا الشرقية:
  - أرمينيا، المجر، رومانيا، روسيا، أوكرانيا
- 11 عضو عن أمريكا اللاتينية ومنطقة الكاريبي:
  - الأرجنتين، البرازيل، كوستاريكا، كوبا، جمهورية الدومينيكان، الإكوادور، غواتيمالا، هندوراس، المكسيك، باراغواي، بيرو
- 10 أعضاء عن مجموعة أوروبا الشرقية ودول أخرى:
  - أستراليا، كندا، فنلندا، فرنسا، ألمانيا، جزيرة أيرلندا، إيطاليا، هولندا، المملكة المتحدة، الولايات المتحدة.

كانت اللجنة تجتمع كل سنة في دورة عادية لمدة ستة أسابيع خلال شهري آذار (مارس) ونيسان (أبريل) في جنيف. في كانون الثاني (يناير) 2004، انتخبت أستراليا لترأس الدورة الـ 60. في كانون الثاني 2005، أنتخبت إندونيسيا لترأس الدورة الـ 61، ثم انتخبت بيرو لترأس الدورة 62 عام 2006. عقد آخر اجتماع للجنة في جنيف في 27 آذار (مارس) 2006.